# 88-Keys
88-Keys, de son vrai nom Charles Misodi Njapa (né à Long Island, New York), est un producteur et rappeur américain. Il publie son premier album solo, The Death of Adam, en novembre 2008, bien accueilli par la presse spécialisée et ayant atteint les classements musicaux.

## Biographie
Né à Long Island, New York, de parents d'origine de l'Afrique de l'Ouest, 88-Keys commence à avoir un intérêt pour le hip-hop après avoir écouté les productions de Prince Paul pour De La Soul en 1989 sur l'album classique du groupe, 3 Feet High and Rising. Au début des années 1990, 88-Keys rencontre le groupe A Tribe Called Quest avec leur leader Q-Tip et leurs producteurs Pete Rock et Large Professor qui travaillaient en studio. C'est Large Professor qui donne à Charles son pseudo 88-Keys en le voyant utiliser avec facilité du synthétiseur Ensoniq ASR-10.
Les parents de Charles font preuve d'une éducation stricte et se montrent peu compréhensifs face à son enthousiasme pour ce mouvement culturel (le hip-hop). Toute la famille, qui travaille dans le domaine de la médecine pousse Charles à suivre cette même voie, considérée moins risquée et plus lucrative que les opportunités offertes par le monde de la musique. Après des tentatives de poursuite de ses études, 88-Keys plaque tout et poursuit son rêve de devenir producteur de musique. Sa décision est confortée lors de la production de quelques titres pour The Pharcyde qui enregistrait alors en Californie. 88-Keys vit à New York en compagnie de sa femme et de ses deux filles. En plus de sa passion pour la musique, il a exprimé son amour pour la mode, avec par exemple Ralph Lauren. Dans une interview pour Metro News, 88-Keys révèle avoir porté du Polo Ralph Lauren depuis 16 ans. Selon l'article, 88-Keys commence à porter du Polo Ralph Lauren à Long Island quand il était étudiant en 1992 pour développer son penchant très classique de la mode. Sa garde de robe possède plus de 700 polos.
Depuis ses débuts en tant que producteur, 88-Keys collabore avec beaucoup d'artistes comme Mos Def, Talib Kweli, Macy Gray, Musiq Soulchild et Consequence. Ces dernières années, il se détache de la production en rappant  directement comme dans son premier album solo, The Death of Adam, publié le 11 novembre 2008. L'album est entièrement produit par son ami Kanye West et atteint la 86e place des R&B Albums, ainsi que la 24e des Top Heatseekers. Le premier single de l'album est Stay Up! (Viagra) avec la participation Kanye West. En décembre 2008, 88-Keys est élu artiste du jour au magazine Spin Artist of the Day. En 2009, 88-Keys travaille à Atlanta aux côtés du duo britannique féminin Addictive.

## Discographie

### Albums studio
- 2008 : The Death of Adam
- 2012 : Green Light Means Go!

### Mixtape
- 2008 : Adam's Case Files Mixtape

### Singles en solo
- 2008 : Stay Up! (Viagra) feat. Kanye West
- 2008 : The Burning Bush feat. Redman